# Coussarea janeirensis
Coussarea janeirensis är en måreväxtart som beskrevs av Paul Carpenter Standley. Coussarea janeirensis ingår i släktet Coussarea och familjen måreväxter. Inga underarter finns listade i Catalogue of Life.